# 구보타번 (데와국)
구보타 번(일본어: 久保田藩 쿠보타한[*])은 일본 에도 시대의 번으로, 일반적으로 아키타 번(일본어: 秋田藩 아키타한[*])으로 불린다. 거점은 구보타 성이며, 번주는 사타케 씨이다.

## 번의 역사
데와국 아키타 지역은 센고쿠 시대에는 아키타 씨의 당주 아키타 사네스에가 다스리고 있었으나, 세키가하라 전투 이후인 1602년에 사네스에는 히타치 시시도 번으로 전봉되었고, 대신 사타케 씨가 들어오게 되었다. 본래 사타케 씨는 히타치국 54만 석의 영지를 보유한 대형 다이묘였으나, 구보타 번의 고쿠다카는 20만 석이었다. (실제 고쿠다카는 약 40만 석가량) 게다가 히타치에 있을 때부터 방대한 규모의 가신단을 계속 거느리고 있다보니 번의 재정은 만성적 어려움을 겪게 되었다. 이로 인해 호레키 4년에는 번찰 발행을 둘러싼 사타케 소동을 비롯하여 번 정치의 혼란과 영내 백성의 잇키가 빈발했다.
그 와중에도 역대 번주들은 문화 및 교육 사업에 열심히 주력하였는데, 3대 번주 사타케 요시즈미는 번의 역사를 편찬하는 '아키타 사관(秋田史館)'을 설립했고, 8대 사타케 요시아쓰는 '아키타 난화(秋田蘭画)를 창설했으며, 9대 사타케 요시마사는 번교 명덕관을 설립했다.
메이지 유신 즈음에는 오우에쓰 열번동맹에 참여하였으나, 원래 존왕론이 비등했던 지역이기도 해서 센다이번의 사자를 처형한 이후 신정부측으로 돌아섰다. 이 때문에 열번동맹군의 공격을 받게 되지만 메이지 정부가 파견한 사가번 군대의 도움을 받아 버틸 수 있었다. 이후 판적봉환과 폐번치현을 거치면서 구보타 번은 아키타현으로 편입되었다.

## 역대 번주
1. 사타케 요시노부(佐竹義宣) 재위 1602년 ~ 1633년
2. 사타케 요시타카(佐竹義隆) 재위 1633년 ~ 1672년
3. 사타케 요시즈미(佐竹義処) 재위 1672년 ~ 1703년
4. 사타케 요시타다(佐竹義格) 재위 1703년 ~ 1715년
5. 사타케 요시미네(佐竹義峯) 재위 1715년 ~ 1749년
6. 사타케 요시마사(佐竹義真) 재위 1749년 ~ 1753년
7. 사타케 요시하루(佐竹義明) 재위 1753년 ~ 1758년
8. 사타케 요시아쓰(佐竹義敦) 재위 1758년 ~ 1785년
9. 사타케 요시마사(佐竹義和) 재위 1785년 ~ 1815년
10. 사타케 요시히로(佐竹義厚) 재위 1815년 ~ 1846년
11. 사타케 요시치카(佐竹義睦) 재위 1846년 ~ 1857년
12. 사타케 요시타카(佐竹義堯) 재위 1857년 ~ 1871년

## 지번

### 이와사키 번
이와사키 번(일본어: 岩崎藩 이와사키한[*])은 일본 에도 시대의 번 중 하나로, 구보타 번의 지번이다. 처음에는 구보타 신덴 번(久保田新田藩), 아키타 신덴 번(秋田新田藩)으로 불렸다.
겐로쿠 14년(1701년), 구보타 번의 3대 번주 사타케 요시즈미가 동생 사타케 요시나가에게 새 개간지 2만 석을 나누어 줌으로써 아키타 신덴 번이 성립되었다. 이후 게이오 4년(1868년)에 가와베 군 쓰바키다이에 독자적으로 진야를 지었고, 판적봉환 이후에는 이와사키 진야를 건설하여 근거지를 그 곳으로 옮겼기 때문에 이와사키 번이라 불리게 되었다. 폐번치현 때 폐지되었다.
이와사키 번의 가문은 요시나가의 관위를 따와 이키노카미 가(壱岐守家)로 불렸다.

### 역대 번주
사타케 가문
1. 요시나가(義長)
2. 요시미치(義道)
3. 요시타다(義忠)
4. 요시모토(義祇)
5. 요시치카(義知)
6. 요시즈미(義純)
7. 요시자네(義核)
8. 요시쓰마(義諶)
9. 요시사토(義理)

## 같이 보기
- 구보타 성
- 사타케 씨
- 이와키 씨